# Comesperma ericinum
Comesperma ericinum är en jungfrulinsväxtart som beskrevs av Dc.. Comesperma ericinum ingår i släktet Comesperma och familjen jungfrulinsväxter. Inga underarter finns listade i Catalogue of Life.